# 铃钩蛾属
铃钩蛾属（意為「大型的绮钩蛾」）又名鈴帶鉤蛾屬，是鱗翅目钩蛾科的一個属，大部分本属钩蛾双翅为白色半透明，前后翅各有一个球形斑，并有一条纹相连。呈哑铃状，因而得名。前翅顶端平圆。触角为双栉状，喙发达。分布于東亞至東南亞一帶。

## 下属物种
本属包括以下物种：
- 庐山铃钩蛾 Macrocilix lushensis Fang
- 刺啞鈴帶鉤蛾 Macrocilix maia (Leech, 1888)
- 啞鈴帶鉤蛾 Macrocilix mysticata Walker, 1862
- 异铃钩蛾 Macrocilix nongloba Chu & Wang, 1988
- 眉铃钩蛾 Macrocilix ophrysa Chu & Wang, 1988
- 台湾铃钩蛾 Macrocilix taiwana Wileman, 1911
- 西藏铃钩蛾 Macrocilix trinotata Chu & Wang, 1988